# Hoofdklasse (vrouwenhandbal) 1965/66
De Hoofdklasse was de hoogste afdeling van het Nederlandse handbal bij de heren op landelijk niveau. In het seizoen 1965/1966 werd Swift Roermond landskampioen.
Vanaf dit seizoen zijn de hoofdklasse A en B samengevoegd tot één competitie.

## Teams
| Ploeg          | Plaats     | Provincie     |
| -------------- | ---------- | ------------- |
| De Blinkert    | Haarlem    | Noord-Holland |
| Quintus        | Kwintsheul | Zuid-Holland  |
| Niloc          | Amsterdam  | Noord-Holland |
| Swift Roermond | Roermond   | Limburg       |
| Verburch       | Poeldijk   | Zuid-Holland  |
| Zeeburg        | Diemen     | Noord-Holland |

## Stand
| Pos | Club           | Wed | Ptn | Opmerking                          |
| --- | -------------- | --- | --- | ---------------------------------- |
| 1   | Swift Roermond | 10  | 19  | Landskampioen                      |
| 2   | Verburch       | 10  | 14  |                                    |
| 3   | De Blinkert    | 10  | 9   |                                    |
| 4   | Niloc          | 10  | 7   |                                    |
| 5   | Zeeburg        | 10  | 9   |                                    |
| 6   | Quintus        | 10  | 5   | Degradatie naar de Overgangsklasse |

|                |
| Swift Roermond |
| 1e titel       |
| 0              |